# محمد علي العابد
محمد علي العابد (1867 في دمشق - 22 أكتوبر 1939 في روما)، سياسي ودبلوماسي سوري، هو أول رئيس للجمهورية السورية بين 11 يونيو 1932 و21 ديسمبر 1936، وثامن حاكم منذ سقوط سوريا العثمانية، وأول رئيس لسوريا يتم انتخابه لا تعيينه.
كان العابد يمثل عند انتخابه «الأرستقراطية الدمشقية والمتقدمة في العمر، إذ كان يبلغ عند انتخابه الخامسة والستين من عمره». درس العابد في دمشق التي غادرها طفلاً وفي بيروت وإسطنبول وباريس، وعمل في الخارجية العثمانية وعيّن سفيرًا في الولايات المتحدة، وبعد الانقلاب على السلطان عبد الحميد الثاني (1908) لم يعد وعائلته إلى الدولة العثمانية مطلقًا بل تنقلت العائلة في أرجاء أوروبا حتى نهاية الحرب العالمية الأولى، ثم استقرّ في مصر قبل أن يعود إلى دمشق بعد بدء الانتداب. في سياسته كان العابد محايدًا ذا علاقات جيدة مع موالي الانتداب من ناحية ومع الكتلة الوطنية من ناحية ثانية، وهو ما ساهم في وصوله لمقام الرئاسة في 13 يونيو 1932، وكان أول من حمل لقب «رئيس الجمهورية» في سوريا، إذ إن من سبقوه سمّوا «رؤساء دولة» لعدم وجود دستور يتبنى النظام الجمهوري. بموجب الدستور فإن ولاية الرئيس تمتد لخمسة سنوات، إلا أنه استقال عام 1936 بداعي السن وتمهيدًا لتدشين حكم الكتلة الوطنية بعد توقيع المعاهدة السورية الفرنسية؛ وقد تتالى خلال رئاسته أربع حكومات.
كان يجيد عدا عن لغته العربية الأم، اللغة التركية القديمة (العثمانية ذات الأبجدية العربية) وكلاً من الفرنسية والإنجليزية والفارسية وعرف عنه ولعه بالأدب الفرنسي وبالعلوم الاقتصادية. عائلة «العابد» من عائلات دمشق الغنية والمرموقة، استقرت في دمشق على يد هولو العابد جد والد محمد علي، ويعود نسبه لقبيلة الموالي إحدى قبائل سوريا التي استوطنتها إبان العهد العباسي. عرف العابد بوصفه «من أغنى رجال سوريا إن لم يكن أغنى رجل سوري على الإطلاق» في عصره.

## النشأة

### اسمه ونسبه وأصله
هو محمد علي بن أحمد عزة باشا بن هولو باشا العابد، ينتمي إلى عشيرة المشارفة إحدى فروع قبيلة الموالي العربية التي استوطنت بادية الشام منذ الفترة العباسية، وهي ذات أصول عريقة تعود إلى قبيلة آل الفضل العربية.

### نشأته وتعليمه
ولد محمد علي العابد في دمشق عام 1867، وتعتبر عائلته جزءاً من الإقطاع أو الطبقة البرجوازية السوريّة التي شكلّت الحكم المحلي في ظل الدولة العثمانية؛ وشكل آل العابد مع آل العظم وآل اليوسف، أنسبائه، صفوة المجتمع العربي العثماني في دمشق كما ذكر فيليب خوري؛ لعب جدّه الأكبر عمر آغا دوراً في وأد الفتنة وإغاثة الناجين خلال مجازر 1860، وجده المباشر هولو باشا عيّن متصرفًا في عدد من المناطق والأقضية ثم رئيسًا للمجلس الإداري في ولاية سوريا خلال تسعينات القرن التاسع عشر، أما والده أحمد عزة باشا فكان «السكرتير الثاني» للسلطان عبد الحميد الثاني، وأحد مقربيه القلائل، والمهلم بمشروع الخط الحديدي الحجازي، والعربي الأكثر نفوذَا في البلاط العثماني في عهد السلطان عبد الحميد، وعيّن بعد خلع السلطان عام 1908 في مراتب رفيعة كرئيس محاكم بلاد الشام. في هذه البيئة الأرستقراطية نشأ محمد علي العابد وتلقى علومه الابتدائية في دمشق ثم انتقل عام 1885 إلى بيروت فأقام بها قسطًا من الزمن وتتلمذ على يد الشيخ محمد عبده، وانتقل مع أسرته إلى إسطنبول بعد استدعاء والده إليها، فدخل مدرسة غلطة سراي السلطانية وكانت بمنزلة مدرسة لأولاد الذوات، وبعدما أنهى الثانوية أوفد إلى باريس حيث درس الحقوق، والتشريع الروماني، ومبادئ الفقه الإسلامي؛ ومنها تخرّج عام 1905.

### العمل الحكومي في الدولة العثمانية
بعد تخرجه عاد العابد من باريس إلى إسطنبول حيث عيّن مستشارًا قضائيًا في وزارة الخارجية العثمانية، وبفضل نفوذ والده وقربه من السلطان عبد الحميد الثاني غدا سفير الدولة العثمانية لدى الولايات المتحدة الأمريكية، غير أن عمله في واشنطن لم يطل واستمر ستة أسابيع فقط بسبب الانقلاب على السلطان عبد الحميد الثاني (انقلاب 23 تموز/يوليو 1908)، وفي 23 يوليو 1908 أنهيت مهامه كسفير، وكذلك أقيل والده من منصبه وغادر إسطنبول سرًا خوفًا على حياته. لم يعد محمد علي وشقيقاه وزوجته إلى الدولة العثمانية، بل انتقل من واشنطن إلى كاليفورنيا ثم إلى أوروبا حيث التقى والده، وتفرغ لإدارة أملاك العائلة الواسعة في سوريا وخارجها، كما تفرغ للأدب العربي والأدب الفرنسي الذين «شغف بهما». وأمضى العابد فترة الحرب العالمية الأولى متنقلاً بين سويسرا، وفرنسا، وإنكلترا، مخالطًا خلال جولاته عددًا من رجال السياسة والديبلوماسيين الأوروبيين، وهي فرصة قلّما سنحت لشخصية سورية غير حكومية في ذلك العهد. بعد نهاية الحرب انتقل العابد وأسرته إلى مصر حيث توفي والده، ومنها عاد إلى دمشق عام 1920 بُعَيْدَ سقوط المملكة السورية العربية ومغادرة الملك فيصل الأول. نسج علاقات جيدة مع قادة الانتداب الفرنسي واتهمه محمد كرد علي بوصفه محابيًا للفرنسيين عدوًا لوطنه؛ وفي حكومة بركات الأولى التي تشكلت في يونيو 1922 غدا العابد وزير المالية، وتلاه في الحكومة التالية التي تشكلت في 1 يناير 1925 جلال زهدي.

### العمل الحكومي في سوريا

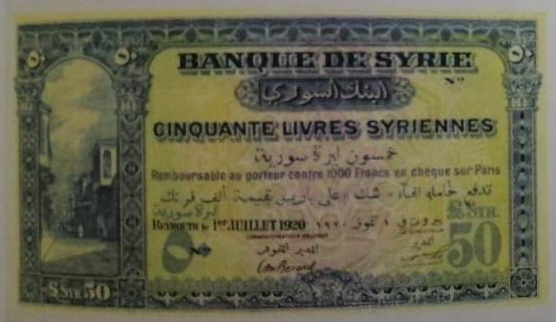
خمسون ليرة سورية ورقية إصدار مصرف سوريا ولبنان (تموز/يوليو 1920).

في 28 يونيو 1922 تم إعلان الاتحاد السوري بين دولة دمشق ودولة حلب ودولة جبل العلويين على أن يكون اتحادًا فيدراليًا كخطوة أولى نحو الوحدة السورية، وكان المجلس التأسيسي الذي أنشأه الجنرال هنري غورو مؤلفاً من خمسة عشر عضواً، خمسٌ عن كل دولة، ويشكل الهيئة التشريعية العليا في البلاد، وبموجب دستور الاتحاد الذي أعلنه غورو أيضًا كان من المفترض انتخاب أعضاء المجلس إلا أنه تعذر إجراء انتخاباتٍ نيابيةٍ حينئذٍ (الأرجح هذا ما أشاعه الفرنسيون ليضمنوا تعيين من يريدون وتجنباً لفوز الوطنيين)، فعيّن غورو بنفسه أعضائه محاولاً انتقاءهم ما أمكن من الشخصيات غير المحسوبة على فيصل الأول ولم تشارك بالحكم معه، فكان من بينها محمد علي العابد ممثلاً عن دمشق.
في اليوم نفسه الذي أعلن فيه الاتحاد، التأم المجلس الاتحادي في حلب وانتخب بالإجماع صبحي بركات رئيسًا لمدة عام، وقد شكّل بركات حكومته الأولى مسندًا وزارة المالية للعابد. عمت البلاد السورية الراحة في أعقاب إعلان الاتحاد، وعادت الثقة بالمعتدلين (ممن جاؤوا إلى الحكم مع الانتداب). مكث العابد وزيرًا للمالية حتى 1 يناير-كانون الأول 1925 وخلال وزارته الطويلة تم إقرار اتفاقية «مصرف سورية ولبنان الكبير» الذي أنشئ في باريس برؤوس أموال فرنسية ليكون بمنزلة مصرفٍ مركزي يتم إصدار الليرة السورية من خلاله وذلك في 1 أغسطس-آب 1922؛ وعلى الصعيد الشخصي تزوج رئيس الاتحاد صبحي بركات من ليلى العابد ابنة الوزير غير أن الزواج كان قصيرًا وانتهى بالطلاق، فانتهت بذلك كما يقول يوسف الحكيم الذي عاصر تلك الفترة «صلات المودة والصداقة بين الرئيس والوزير». رغم ذلك لم يستقل العابد لكن -كما يوضح الحكيم أيضاً- أصبح منزله ملتقىً لجميع معارضي بركات خصوصاً رجال الكتلة الوطنية لاحقاً، وكان لهذه الصداقة أثر بالغ في إيصال العابد لسدة الرئاسة فيما بعد عام 1932 كمرشح توافقي بين مختلف الأطياف.

## الصعود إلى السلطة

### الانتخابات النيابية
لم يضطلع العابد بأي عمل سياسي خلال الفترة بين عامي 1925 و 1932، وكفل له خروجه المبكر من حكومة بركات عدم خسارة تأييدالوطنيين وفرنسا في الوقت ذاته، وقضى الفترة كما يذكر يوسف الحكيم في الأعمال الخيرية، وعندما أقرّ دستور عام 1930 قرر العابد الترشح عن دمشق ونال دعم الرئيس الأسبق الداماد أحمد نامي، ويقول الحكيم إن العابد خلال دعايته الانتخابية نشط في أعماله الخيرية فقدم إعانة مالية كبيرة لـ«جمعية الإسعاف الخيري» التي تدير ميْتماً وعدداً من المشاريع الخيرية، وشارك مع رجال المال بتأسيس مصرف وطني، وعقد تفاهمًا مع رجال الكتلة الوطنية كيلا تتضارب الأصوات في دمشق، وزار المؤسسات الروحية لمختلف الطوائف بدمشق مقدمًا في كل زيارةٍ إعاناتٍ مالية لتقوم المساجد والكنائس بتوزيعها على الفقراء والمحتاجين خاصةً لقرب الأعياد الدينية حينها. ونتيجة الانتخابات -التي جرت مرحلتها الأولى في ديسمبر 1931 والثانية في يناير 1932- انتخب العابد نائبًا وفق النتائج القطعية التي صدرت في 9 أبريل.

### انتخابه
عقد المجلس النيابي اجتماعه الأول في 7 يونيو، وفُوّض بموجب الدستور بالتصديق على نتائج الانتخابات النيابية، وانتخاب رئيس الجمهورية ورئيس المجلس وهيئة مكتبه، وتحديد مخصصات النواب. لم يكن العمل الحزبي قوياً في سوريا آنذاك ولذلك كان أغلب النواب مستقلين ومفروزين على أساس مناطقي: الكتلة الأولى بزعامة صبحي بركات وحولها أغلب نواب الشمال المعتدلين، والكتلة الثانية يتزعمها حقي العظم وأغلب نواب الجنوب المعتدلين، في حين كانت ثالثة الكتل نواب «الكتلة الوطنية» (17 نائبًا من أصل 68) بزعامة هاشم الأتاسي ورغم قلة عددها إلا أنها كانت نشيطة وفعالة. بإيحاءٍ من المفوضية الفرنسية انتخب المجلس في 11 يونيو صبحي بركات رئيسًا له، ثم جرى انتخاب مكتب المجلس الذي شغله أنصار بركات أيضًا، وأراد بركات الشروع بانتخاب رئيس الجمهورية مباشرة فانسحب نواب الكتلة (قيل اعتراضاً على نية بركات الترشح للرئاسة وهو الذي لايتقن التحدث بالعربية، إضافة لموقفه المعادي عندما اندلعت الثورة السورية الكبرى في عهد رئاسته للدولة)، ولم يشأ بركات أن يؤجل الجلسة لصغر حجم الكتلة النيابية الوطنية فعلياً غير أن الجنرال فيبر ممثل المفوض الفرنسي في دمشق -وكان الفرنسيون مدركين لعمق الخلاف بين الوطنيين وبركات- أصدر قبل البدء بالانتخاب مرسومًا بتأجيل الجلسة بهدف بلورة اتفاق بين مختلف الكتل النيابية.
كانت المفوضية الفرنسية تدعم وصول حقي العظم إلى رئاسة الجمهورية، لكن خلال المباحثات بين قادة الكتل النيابية تم التوصل إلى صيغةٍ -يعود الفضل فيها لـ«جميل مردم بك» نائب الكتلة- تتخلى فيها الكتلة الوطنية عن مرشحها هاشم الأتاسي لقاء تخلي الفرنسيين عن ترشيح العظم وانتخاب محمد علي العابد كرئيسٍ توافقي؛ وهو ما تم بأغلبية 36 صوتًا مقابل 32 صوتاً لصبحي بركات الذي علق عليه بقوله: «هذا أمر دُبّر بليل»، وانتقل العابد إلى مقر الرئاسة محاطًا بحراسة «الشباب الوطني»، وجرت مراسم تسلّمه الرئاسة في باحة القصر بإطلاق المدفعية سبع عشرة طلقةً إيذاناً ببدء العهد الجمهوري ورفع خلاله العلم السوري الجديد المستوحى من علم الثورة العربية الكبرى (التي كان الملك فيصل الأول قائد جيشها الذي دخل دمشق) لكن مع ثلاث نجوم خماسية حمراء في الوسط بدلاً من المثلث الأحمر على اليسار. أما المرشحيْن المحتمليْن الآخريْن الذين تداولت الصحافة أسماءهم فكانوا كلاً من الداماد أحمد نامي رئيس الدولة السابق (أبريل/1926- فبراير/1928)، وإبراهيم هنانو. عمومًا فإن الاتفاق المعقود ضمن للمعتدلين رئاسة المجلس النيابي بشخص صبحي بركات وأن تكون الحكومة مناصفة بين الكتلة والمعتدلين على أن يشكلها حقي العظم.

## رئاسته
| محمد علي العابد    | إني أعمل بما توحيه إليّ معرفتي لمصلحة بلدي | محمد علي العابد |
| — محمد علي العابد. |                                           |                 |

### حكوماته
أول حكومات عهد العابد كانت حكومة حقي العظم وتألفت من أربعة وزراء فقط مناصفة بين الكتلة الوطنية والمعتدلين في 14 يونيو، وكان عهدها هادئًا فلم يكن يعارض حكم الرئيس العابد خلال العام الأول من رئاسته سوى قلة. وبعد عام في 3 يونيو 1933 استقالت حكومة العظم وتألفت حكومة ثانية برئاسته لكنها خلت من وجوه الكتلة الوطنية الذين اعتقلوا ونفوا في أعقاب القلاقل نتيجة معاهدة الصداقة والتحالف مع فرنسا، فكانت «وزارة انتدابية» بتوافق العابد مع المفوض الفرنسي بونصو. على الرغم من خروج الكتلة الوطنية من الحكم إلا أنها احتفظت بعلاقاتها الجيدة مع العابد عبر نجيب الأرمنازي؛ كبير أمناء القصر الجمهوري من ناحية، وعديل جميل مردم أحد أركان الكتلة الوطنية من ناحية ثانية، فشكل بذلك الأرمنازي صلة الوصل بين الكتلة والعابد. دامت حكومة العظم الثانية قرابة عام كامل. في يوليو 1933 أنهيت مهام هنري بونصو كمفوض فرنسي سامٍ في سوريا، وعيّن سفير فرنسا في الصين كونت دامين دو مارتيل خلفًا له، وعندما وصل بيروت في 12 أكتوبر 1933 عُقد مؤتمر صافيتا من قبل وجهاء الطائفة العلوية طالبوا فيه بالوحدة والانضمام للجمهورية السورية، كما شهدت دمشق خلال الفترة ذاتها اعتصامًا قام به شبّان دروز للهدف ذاته.
طال عهد العظم في رئاسة الحكومة ما يقرب السنتين، وقبل أن يبدأ عامه الثالث ومع استمرار القطيعة بين رجال الكتلة والحكومة وتجدد المظاهرات في مختلف المدن السورية مطالبة بإنهاء الانتداب وما عزي للحكومة من ضعف تجاه سلطات الانتداب، اتفق دي مارتيل مع العابد على الإيعاز للعظم بالاستقالة، وتكليف رئيس الدولة السابق تاج الدين الحسني برئاسة الوزارة، فشكل في يوم واحد ثالث حكومات العابد والتي لم تعرض على البرلمان لنيل الثقة لتعليق اجتماعاته سابقاً بقرار من المفوض الفرنسي؛ واستمرت عامًا ونصف العام قبل أن تسقط نتيجة الإضراب الستيني (فبراير/1936) لتليها حكومة عطا الأيوبي التي وصفت في برنامجها بالحيادية والمؤقتة، والهادفة لإجراء انتخابات.

### العمل الإداري
انتهجت الحكومات المتعاقبة خلال عهد العابد سياسة الترشيد الاقتصادي، وحافظت على الحياد والنزاهة واستطاعت بسياستها هذه تخفيض أصول الديون السوريّة من الدين العام العثماني (حصة سوريا من ديون الدولة العثمانية السابقة) وذلك من 70 مليون ليرة تركية مستحقة إلى 24، ولم يفلح أمام هذه الإنجازات الهامة رجال الكتلة في إيجاد معارضة شعبية قوية للحكومة، فاقتصر الأمر على المعارضة البرلمانية؛ والتي لم تنفجر إلا على خلفيات سياسية كمعاهدة التحالف والصداقة مع فرنسا. في مايو 1935 شكلت لجنة مستقلة لوضع قانونين للأحوال الشخصية والتجارة بهدف إنهاء العمل بمجلة الأحكام العدلية الصادرة عن الدولة العثمانية عام 1876، واعتماد تداول المذاهب الأربعة كمصدر للتشريع فيما يتعلق بالمسلمين بدلاً من حصره بالمذهب الحنفي، غير أن ما أعاق العمل فعليًا كون أغلب القضاة والحقوقيين المعينين بحكم مواقعهم في اللجنة من مناصري الكتلة الوطنية لذلك لم يشهد العمل أي جديّة بهدف منع صدور القانون خلال وزارة الشيخ تاج «الانتدابية».

### العلاقة مع المفوضية الفرنسية
كونه أول رئيس للجمهورية السورية، فقد منحه الرئيس الفرنسي ألبير فرانسوا لوبرون وسام الجمهورية الفرنسية في أكتوبر 1932، وتسلمه عن طريق المفوض الفرنسي هنري بونصو؛ أصدر العابد في الفترة ذاتها عفوًا عامًا عن أعمال الشغب التي حصلت خلال الانتخابات النيابية أواخر عام 1931، لكن العفو لم يشمل كبار الشخصيات الثورية مثل سلطان الأطرش وعبد الرحمن شهبندر وعادل أرسلان التي نفيت بعد الثورة السورية الكبرى (25-1927) -والتي لم يشملها أيضًا العفو الأسبق- نتيجة اعتراض المفوضية الفرنسية. منذ ديسمبر 1932 تولى العابد، تعاونه الحكومة، بموجب الدستور مهمة التفاوض حول معاهدة صداقة وتحالف مع فرنسا التي مثلتها المفوضية الفرنسية برئاسة هنري بونصو والتي كان يفترض أن تنهي الانتداب وتحوله إلى معاهدة شبيهة بالمعاهدة العراقية-البريطانية عام 1930. إلا أنّ فرنسا لم تحذ حذو بريطانيا في معاهدتها مع العراق، وتصلبت في مواقفها بينما قبل العابد معظم الشروط الفرنسية، مما أوجد فعليًا نقمة الكتلة الوطنية والجماهير التي أضربت وسيّرت مظاهرات خلال فترة المفاوضات التي استمرت طيلة النصف الأول من 1933، وأفضت إلى تعليق اجتماعات البرلمان خشية رفضه التصديق على المعاهدة عند عرضها عليه؛ وقبلما يتأزم الوضع كان ألبير الأول ملك بلجيكا قد قام في أبريل 1933 بزيارة دمشق وتدمر، ليكون بذلك أول رئيس دولة خارجية رفيعة يزور سوريا منذ عقود.
في نوفمبر 1933 عرض دي مارتيل نص معاهدة التحالف والصداقة بين الجمهورية السورية وفرنسا بعدما أقرتها الحكومة ودعمها العابد، غير أن البرلمان رفض التصديق عليها وردها بأغلبية 46 نائباً من أصل 68 (أكثر من الثلثين) لأنها لاتحوي موادَّ تقر السيادة والوحدة والاستقلال، فما كان من دي مارتيل إلا أن حلّ دورة المجلس في 24 نوفمبر وأوقف اجتماعاته طيلة ذلك الفصل التشريعي. ثالث حكومات عهد العابد شكلها رئيس الدولة السورية السابق تاج الدين الحسني وذلك في 17 مايو 1934 بعدما استقالت حكومة العظم الثانية بإيعاز من دي مارتيل.

### القلاقل الأمنية

#### اضطرابات حلب
في مايو 1934 أدت جولة قام بها رئيس الجمهورية يرافقه رئيس الوزراء إلى شمال سوريا لخروج مظاهرات قوية، وتعرّض العابد للسباب والشتيمة في الجامع الأموي بحلب أثناء وجوده فيه، وانتشرت المظاهرات وإضراب الأسواق، وإلقاء القنابل، والمصادمة مع رجال الشرطة بحلب طيلة فترة الزيارة؛ وقد اعتقل إثرها عدد كبير من المتهمين بينهم قيادات هامة مثل سعد الله الجابري نائب الكتلة البارز في حين هرع محامون من كل أنحاء سوريا للدفاع عنهم، وتجددت الاضطرابات في ذكرى المولد النبوي. كان العابد أصدر عفوًا خاصًا عن المتهم بإطلاق النار على إبراهيم هنانو الزعيم الحلبي والوطني وهو ما سبب الاضطرابات؛ إلى جانب النقمة الشعبية على شخصية رئيس الوزراء.

#### الإضراب الستيني
في 21 ديسمبر 1935 نظمت الكتلة الوطنية حفل تأبين كبير بمناسبة ذكرى أربعين وفاة إبراهيم هنانو سكرتير الكتلة الوطنية على مدرج الجامعة السورية بدمشق أعلن فارس الخوري خلاله «الميثاق الوطني»، واندلعت عقبه الإضرابات والاضطرابات الأمنية الدامية، بينما عجز العابد ومعه الحكومة عن قمعها. أغلقت في أعقاب هذه الاحتجاجات مكاتب الكتلة الوطنية في دمشق وحلب واعتقل عدد من قادتها كسعد الله الجابري، فردّ الشعب بإضرابٍ شاملٍ دام في دمشق ومدنٍ أخرى سبعة وخمسين يوماً ودعي بالإضراب الستيني، ووصف بأنه أطول إضراب جرى في العالم حتى تاريخه، واضطر الجيش الفرنسي للانتشار في شوارع المدن الرئيسية وهدد دي مارتيل بقصف دمشق كما حصل عام 1925، وشهدت العراق ولبنان والأردن وفلسطين ومصر مظاهرات مؤيدة للشعب السوري فضلاً عن دعمٍ من بريطانيا وبسبب الضغطين الشعبي والدولي اضطر المفوض الفرنسي للالتقاء بـهاشم الأتاسي رئيس الكتلة الوطنية واتفق معه على تأليف حكومة جديدة وتشكيل وفدٍ يسافر إلى فرنسا للتفاوض حول معاهدةٍ جديدةٍ تضمن حقوق السوريين، ونتيجة الاتفاق شكلت حكومة عطا الأيوبي التي شملت وجوهاً محايدةً وكانت مهمتها الأساسية إدارة المرحلة الانتقالية.
بعد حوالي شهر في 21 مارس غادر وفد الكتلة الوطنية إلى فرنسا وبقيت المفاوضات ستة أشهر حين أعلن عن الاتفاق بين الوفد والحكومة الفرنسية في 9 سبتمبر ونشرت نصوص مسودة الاتفاق في 22 أكتوبر على أن توقع قبل نهاية العام. دعا العابد لانتخابات نيابية هي الثالثة في تاريخ سوريا (الأولى 1928 والثانية 1932) فازت بها الكتلة بالأغلبية الساحقة، وكان من النتائج المباشرة للاتفاق بين الكتلة وفرنسا عودة ارتباط دولة جبل العلويين ودولة جبل الدروز بالجمهورية السورية في 5 ديسمبر 1936 مع احتفاظهما بالاستقلال الإداري والمالي غير أن نائب جبلة علي أديب عضو برلمان دولة اللاذقية أعلن التنازل عن استقلالها المالي والإداري لتكون «متساوية مع سائر المحافاظت السورية»، وأيدّه في ذلك سائر النواب وعيّن مظهر باشا رسلان أحد نواب الكتلة الوطنية محافظًا لها. افتتح البرلمان الجديد أعماله في 21 ديسمبر 1936 وفي اليوم نفسه أرسل العابد كتاب استقالته إلى المجلس فقبلها، وقد عللها العابد بأسباب صحيّة، بينما وجد عدد من المؤرخين أن السبب يرجع لفوز الكتلة الوطنية وعدم تمكن رئيس محايد من الاستمرار إثر فوزها بأغلبية ساحقة، ورأى خالد العظم في مذكراته أن استقالته جاءت بسبب الضغط الكبير من الكتلة لترشيح زعيمها هاشم الأتاسي الذي انتخب الرئيس اللاحق، وقال يوسف الحكيم إنّ كبير أمناء الرئيس نجيب الأرمنازي نصحه بالاستقالة بعد إعلان نتائج الانتخابات لإفساح المجال أمام الكتلة الوطنية لإكمال ما بدأت به من تفاهم مع فرنسا، وهو ما يدل على ضغط من قبل الكتلويين لأن الأرمنازي وثيق الصلة بهم.

## بعد الرئاسة

### إرث العابد
في الجلسة التي قبلت فيها الاستقالة انتخب هاشم الأتاسي رئيسًا، أما العابد فقد غادر سوريا إلى باريس وقيل خوفًا من الاغتيال. توفي العابد في 22 أكتوبر 1939 إثر أزمة قلبية في فندق في روما. نقل جثمانه إلى دمشق ودفن فيها. حاليًا يوجد شارع راقٍ باسمه في دمشق بقرب شارع الحمراء يمتاز ببعض الأبنية ذات الطراز المعماري المميز لفترة الانتداب. قيّم المؤرخ والسياسي السوري يوسف الحكيم شخصية العابد بوصفه كان يتمتع بمزايا عالية من العلم والخبرة الاقتصادية والحياة السياسية والاجتماعية فضلاً عن «مكارم الأخلاق» إلى جانب «التواضع». ويمكن القول عن فترة العابد:
إن فترة محمد العابد كانت أشبه ما يكون بالهدوء الذي جاء بالعاصفة، امتاز عهده بتحدّي القوى الوطنية لسلطة الاحتلال وظهور الكتلة الوطنية الواضح، والتي تقدّمت على حزب الشعب الذي أسسه الدكتور عبد الرحمن الشهبندر عام 1925، والتي استطاعت فيه الكتلة الوطنية تحريك الشارع لإرغام الاحتلال للإذعان للتوقيع على مُعاهدة الاستقلال وبطلان الانتداب الفرنسي، وهو ما لم يتم في عهده.

### ثروته

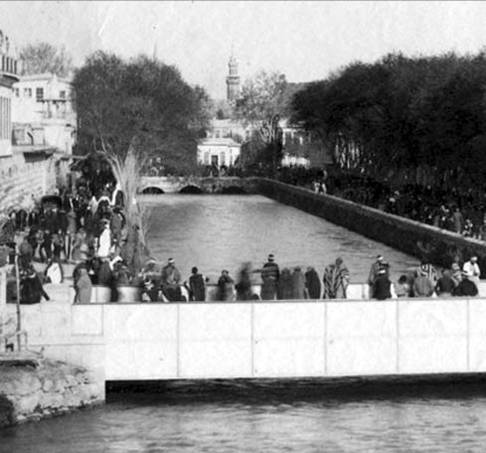
جسر فيكتوريا على نهر بردى ويظهر جزء من فندق فكتوريا أكبر فنادق دمشق، والمملوك لعائلة العابد.

اشتهر العابد بكونه «أغنى رجل في دمشق إن لم يكن في سوريا كلّها» في زمانه، وقدرت ثروته بمليون ليرة إنكليزية ذهبية؛ كانت ثروته متوزعة بين أسهم يملكها في قناة السويس، ومجموعة عقارات منتشرة في أوروبا، وأراضٍ زراعية واسعة بما فيها من قرى في غوطة دمشق لا سيّما في منطقة دوما، وحدائق في حي القنوات، فضلاً عن فندق فيكتوريا، أقدم فنادق دمشق وأشهرها، والذي كان يدرّ دخلاً سنويًا كبيرًا. ثروة العابد المالية كان يحتفظ بها في بنوك أوروبية وأمريكية، وهو ما عرّضه لنقد صحفي شديد بوصفه «بخيل» و«غير وطني» لعدم نقله ثروته إلى داخل سوريا وعدم توسيع استثماراته فيها بالداخل. وحسبما يذكره المؤرخ فيليب خوري فإنّ استثماراته في سوريا لم تتم إلا بعد ضغط من رجال الكتلة الوطنية عليه، لإقناعه بأهمية الاستثمار، فأصبح مساهمًا رئيسيًا في شركة الإسمنت الوطنية (الواقعة في دمر غربي دمشق) إحدى أبرز مشاريع الكتلة الاقتصادية، كما دعم صحيفة الأيام لصاحبها نجيب الأرمنازي بشرائه حصة فيها بقيمة 5000 جنيه استرليني.
لا يزال قصر محمد علي العابد إلى اليوم في حي ساروجة ضمن دمشق القديمة ويرجع عمره لحوالي 350 عاماً، ويعود تاريخ اقتنائه لهولو العابد جد والد محمد علي العابد، واعتبر في بداية رئاسته قصرًا جمهوريًا واستمر كذلك ستة أشهر فقط، حتى تم الانتهاء من القصر الجمهوري الحالي في منطقة المهاجرين بدمشق. وبعد فاة العابد حوّل القصر عام 1942 إلى سليم اليازجي الذي قام بتحويله إلى مدرسة ثانوية حتى عام 1970، حين تم تأميم المدارس الخاصة في سوريا، وأتبع البناء لملكية وزارة التربية التي حولته لمديرية تربية، وقد أهمل القصر وأتلفت الكثير من محتوياته وسرق بعضها الآخر لا سيّما الأسقف العجمية، وفي عام 1995 استعاد اليازجي ملكيته، كما تعرض في عام 2006 لحريق قضى على أحد طوابقه.

## مواقع خارجية
- محمد علي العابد، رجال الشرق.
- صور من عهد العابد، تاريخ سوريا.

| سبقه تاج الدين الحسني | رئيس الجمهورية السورية 13 يونيو 1932 - 21 ديسمبر 1936 | تبعه هاشم الأتاسي |